# Márcio Araújo
Márcio Henrique Barroso Araújo (ur. 12 października 1973 w Fortalezie) – brazylijski siatkarz plażowy. Wicemistrz Olimpijski z Pekinu, gdzie w 2008 r. występował w parze z Fábiem.
Obecnie występuje w parze z Ricardem.

## Sukcesy
- Mistrzostwa Świata:
  -  2005
  -  2011
  -  2003